# ヨハン・ハインリヒ・ヴィルヘルム・ティシュバイン
ヨハン・ハインリヒ・ヴィルヘルム・ティシュバイン（Johann Heinrich Wilhelm Tischbein、1751年2月15日 - 1829年2月26日）はドイツの画家である。イタリア滞在中にゲーテと親しく交友し、ローマで描いた『カンパーニャのゲーテ』が有名である。
ティッシュバインとも。

## 略歴
ヘッセンのハイナに生まれた。父親は画家ではなかったが、父親の兄弟のうち5人が画家になった一族の出身で、ティシュバイン一族は3代に渡って多くの画家を輩出した。兄に画家となったヨハン・ハインリヒ・ティシュバイン（Johann Heinrich Tischbein der Jüngere)がいる。叔父の一人で、ハンブルクのヨハン・ヤーコブ・ティシュバイン(en:Johann Jacob Tischbein:1725–1791)から絵画を学んだ。1772年から1773年の間はオランダを訪れ、巨匠たちの作品を学んだ。1777年からベルリンで肖像画家となった。
当時の多くの画家のように、イタリア留学を望み。カッセルのアカデミーから奨学金を得て、1779年にローマに滞在し、巨匠の作品を研究し、ロココ風の画風から古典主義の画風に転じた。資金不足で留学を中断しチューリヒに移り、啓蒙主義の知識人、ヨハン・カスパー・ラヴァーターやヨハン・ヤーコプ・ボードマーのサークルで活動した。
1783年にゲーテの仲介でザクセン＝ゴータ＝アルテンブルク公国のエルンスト2世から奨学金を得ることができローマに戻った。この滞在は1799年まで続き、「イタリア紀行」の旅でイタリアを訪れたゲーテを案内し、1787年にはナポリなども旅した。有名なゲーテの肖像画『カンパーニャのゲーテ』は1787年に描かれた。ナポリではナポリ美術アカデミー（Accademia di Belle Arti di Napoli）の校長を務めたが、ナポレオン・ボナパルトのフランス軍がナポリ王国を倒し、パルテノペア共和国が成立するとイタリアを離れた。
1808年後はオルデンブルク大公ペーター1世のもとで働いた。1810年から自伝、"Aus meinem Leben"を執筆したが出版されたのは没後の1861年になってからであった。
ショーペンハウアー著『意志と表象としての世界』にて、意識と苦悩の正比例・釣り合いを見事に具象表現しているとして、子をさらわれた女たちと子羊を奪われた親羊を一画面に描いた作品についてが、「知識を増す者は憂いを増す」（伝道の書1・18）の言葉と共に取り上げられている。

## 作品

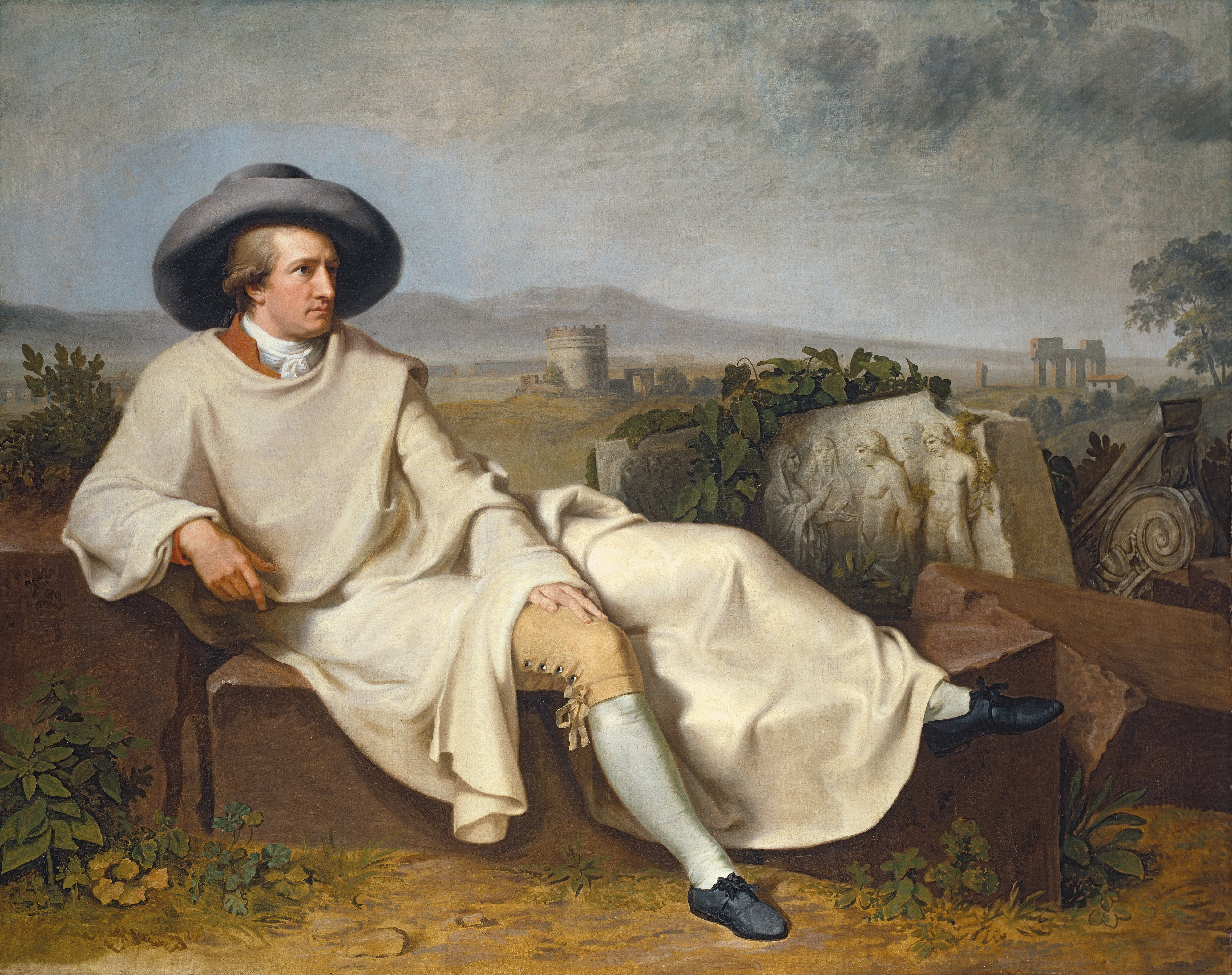
「カンパーニャ・ロマーナのゲーテ」
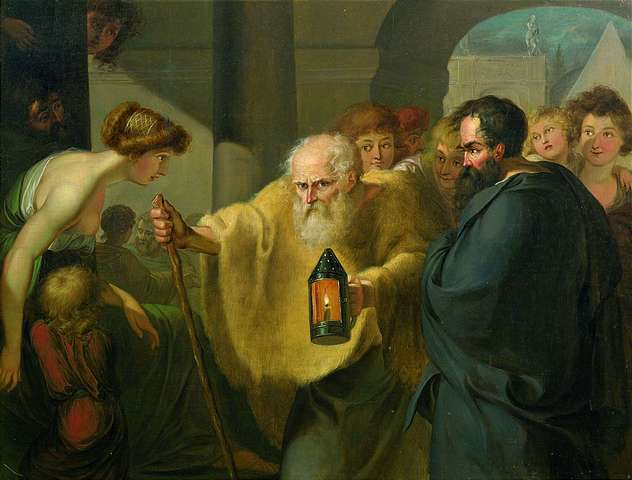
ディオゲネス
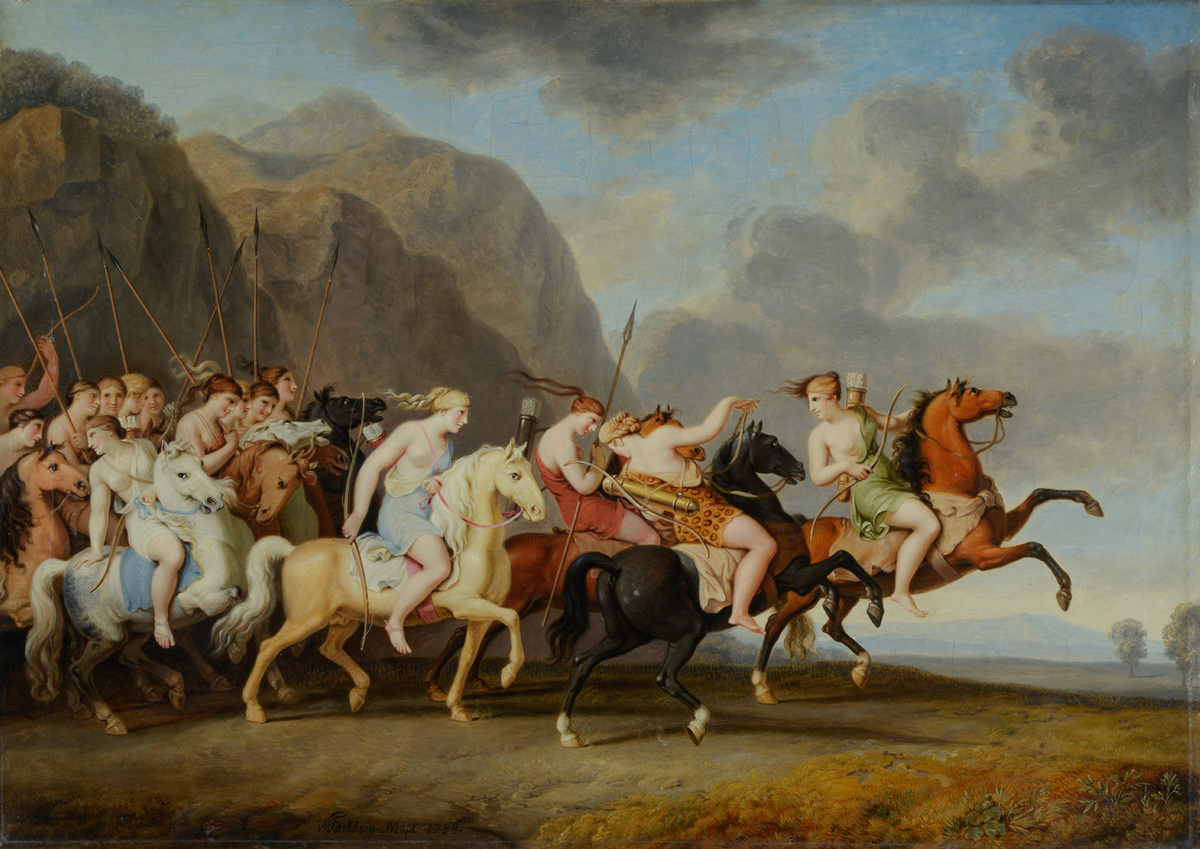
「アマゾネス」

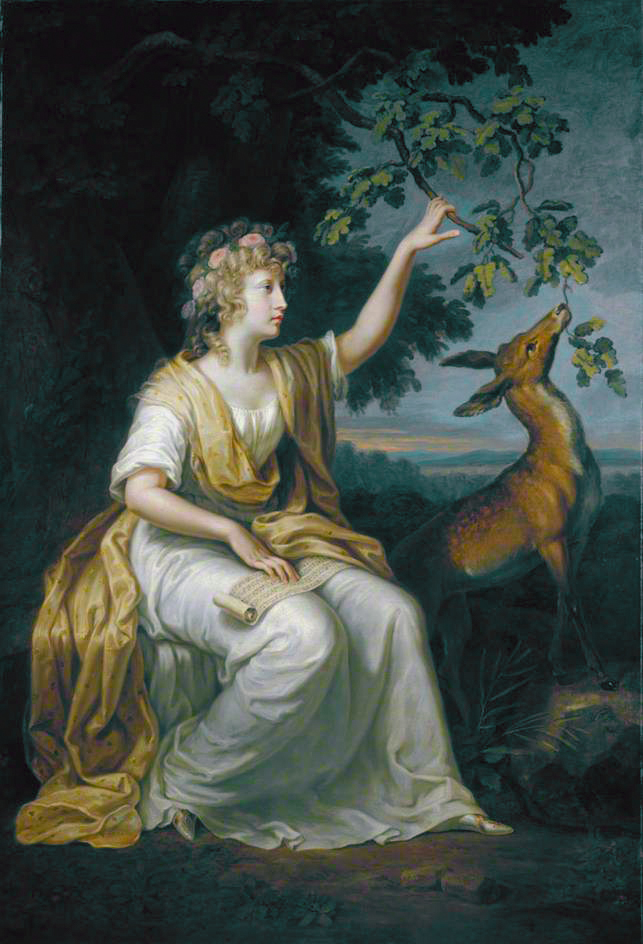
Lady Charlotte Bury（小説家）
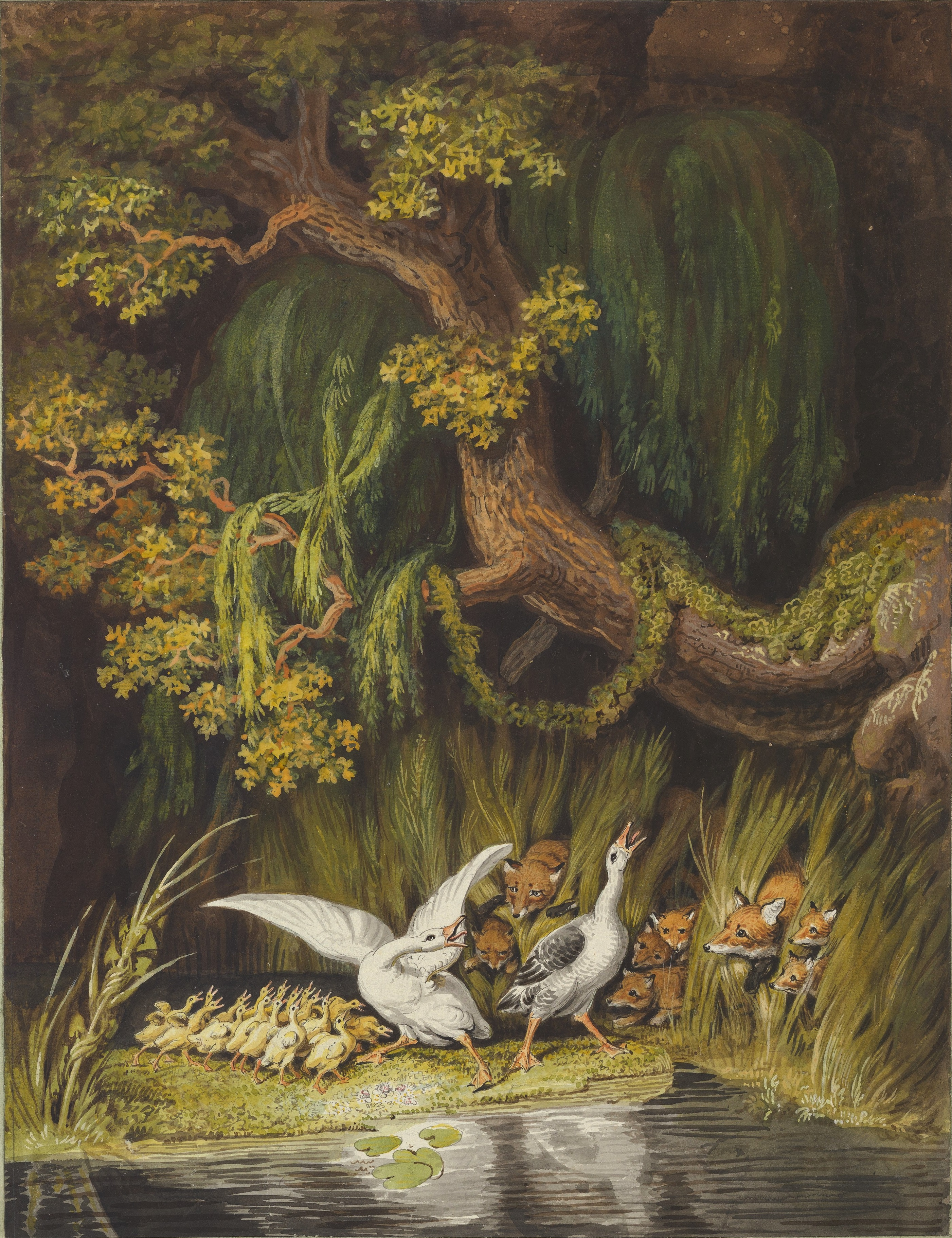
「カモの家族と狐の家族」
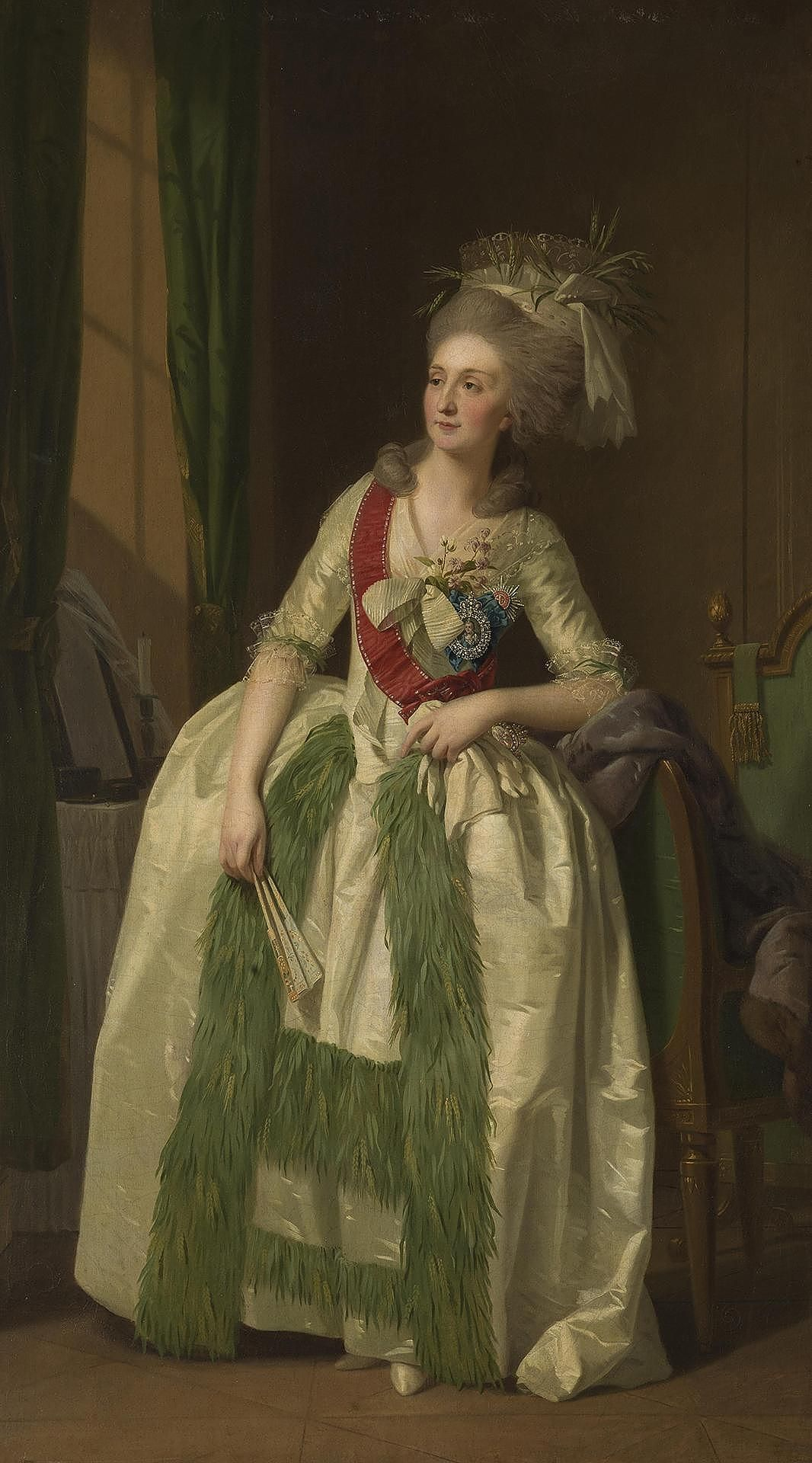
Duchess Natalya Saltykova
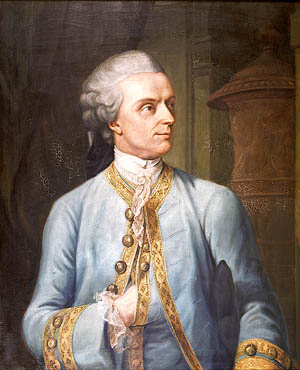
Christian Gottlob Heyne（学者）